# Bibliofilstwo

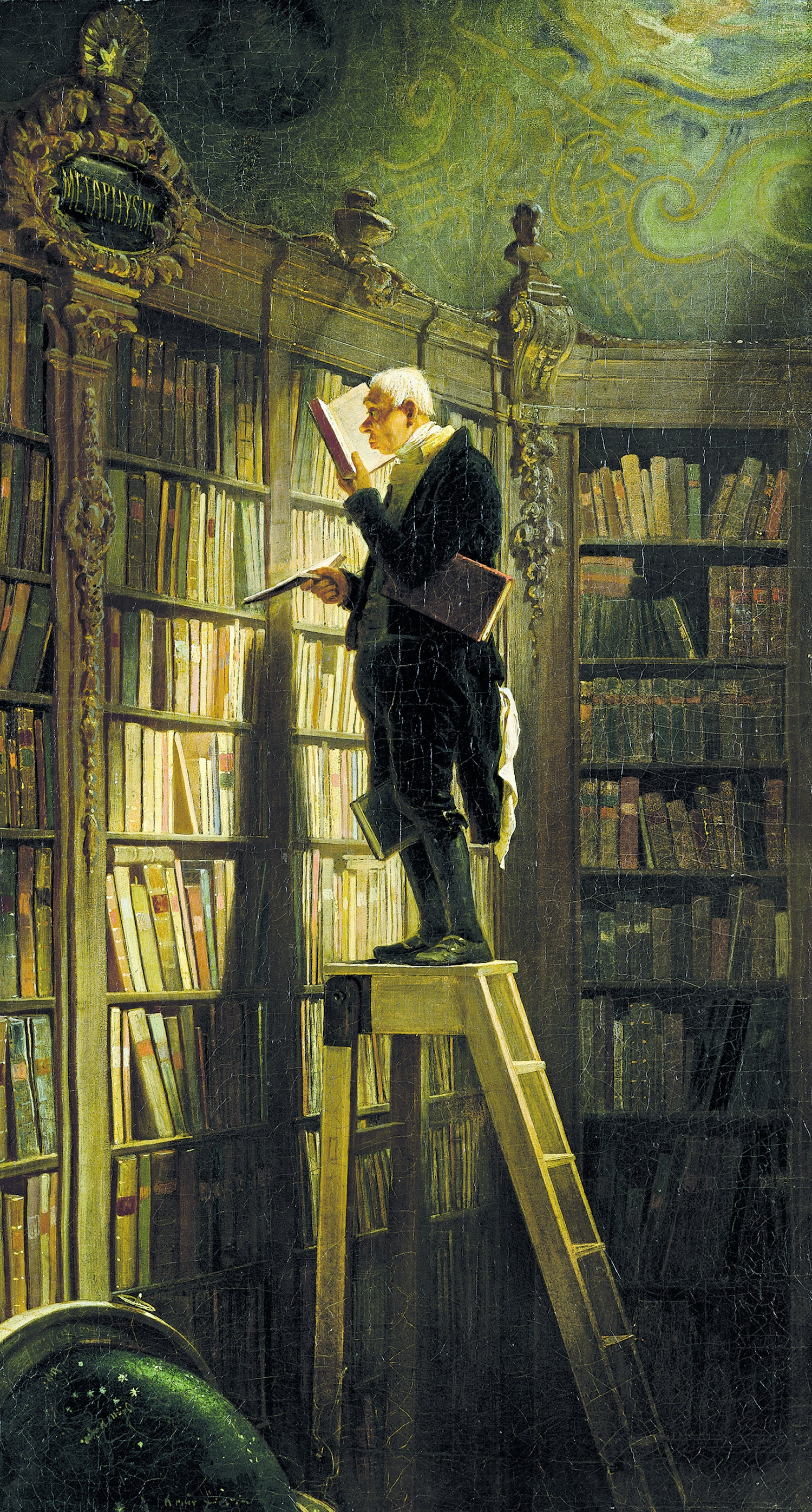
Carl Spitzweg, Mól książkowy, 1850

Bibliofilstwo (gr. biblos – książka, phileo – kocham) – miłośnictwo i znawstwo w zbieraniu książek, uwzględniające zarówno dobór tematyczny (np. kolekcjonowanie dzieł z zakresu hippiki) jak też rzadkość dzieła.
Terminu „bibliofilstwo” użył po raz pierwszy Richard de Bury, kanclerz Edwarda III, jeden z najwybitniejszych bibliofilów, w dziele O miłości do ksiąg (łac. Philobiblon) (1344, druk 1473).
Książki będące przedmiotem pasji bibliofilskiej często wyrabiane są na cennych i kosztownych, ręcznie czerpanych papierach, ilustrowane oryginalnymi sztychami (np. drzeworytami lub miedziorytami) i oprawione w artystyczne oprawy introligatorskie. Miłośnicy ksiąg zwracają dużą uwagę na wysokość nakładu. Wszystkie egzemplarze edycji powinny być numerowane. Bibliofile zwracają również uwagę na obecność rzadkich ekslibrisów.